# 烏鬼護衛鎮
烏鬼護衛鎮為台灣鄭氏時期的外籍兵團，由荷蘭時期遺留下來的班達島奴隸兵所組成，專門保衛王城，維護延平王與王世子的安危。由於班達島原住民皮肤黝黑，所以被閩南人稱為“烏鬼”（Oo-kuí）。烏鬼護衛鎮以火槍裝備，並加選諸鎮將官子弟入隊，練習用槍之法，擴大編制組成護衛鎮。
永曆三十五年（西元1681年），東寧之變發生，根據《臺灣通史》記載，監國世子鄭克臧被軟禁於北園別館後，鄭經諸弟鄭聰、鄭明等人命令烏鬼兵於當夜殺死世子。然而，其他史書中卻有不同記載。